# 奥尔良城市公共交通
奥尔良城市公共交通（法語：Transports de l'agglomération orléanaise，简称为""）是法国中部城市奥尔良（法語：Orléans）的城市公共交通系统。

## 历史
奥尔良境内的城市公共交通最初出现于1821年，是一条由马牵引的在轨道上运行的木板车。到了十九世纪后期，木板车逐渐开始改由蒸汽机牵引，此后又升级为电力牵引，成为奥尔良早期有轨电车。1899年，奥尔良早期有轨电车被法国有轨电车总公司接管，到1909年，奥尔良早期有轨电车的总里程达22公里。
1933年，卢瓦尔河谷捷运公司成立并主管奥尔良的城市公共交通，奥尔良市区内出现了公共汽车线路，并于1938年彻底取代了奥尔良早期有轨电车。二战期间，奥尔良城市公共交通系统受到严重损毁。二战后逐渐恢复。
1967年，卢瓦尔河谷捷运公司开始使用"奥尔良城市公共交通"（法語：Transports de l'agglomération orléanaise，简称）作为商业名称。1977年，市际综合工会接手卢瓦尔河谷捷运公司，开始经营奥尔良市区公交。1977年，市际综合工会和与其合作的单位合并成为奥尔良城市公共交通公司（法語：Société d'économie mixte des transports de l'agglomération orléanaise，简称）。1979年，奥尔良境内出现了第一辆铰链式公交车。
2000年，奥尔良有轨电车A线投入使用。2012年1月，凯奥雷斯-奥尔良-卢瓦尔河谷获得为期七年的奥尔良城市公共交通系统运营权；同年6月30日，奥尔良有轨电车B线正式投入使用，奥尔良公交网也进行了大规模的调整，并新增了公共自行车和汽车租赁服务。2017年，奥尔良城市公共交通系统推出二维码车票。

## 组织

### 运营
奥尔良城市公共交通主要由凯奥雷斯-奥尔良-卢瓦尔河谷（法語：Keolis Orléans Val de Loire）负责提供车辆及人员配置并运营，其运营权期限为2019年。

### 财政
奥尔良城市公共交通的财政管理由奥尔良都市圈（Orléans Métropole）负责财政，其财政来源包括4部分：
- 地方财政支出，即奥尔良都市圈本身。2016年，奥尔良都市圈用于公共交通方面的支出约为7200万欧元，占总支出的近四分之一[1]。
- 交通财政转移（Versement du transport），其财政来源为企业财政征收（Prélèvement）。2015年，奥尔良城市公共交通系统获得交通财政转移总额为5627万欧元。
- 商业收入，即车票等。

奥尔良城市公共交通系统尚未获得国家直接补助。

## 设施
截止2017年9月，奥尔良城市公共交通系统共有12个综合停车场（P+R），各类常规线路29条，包括43辆有轨电车、56辆铰链式公共汽车、100辆普通公交车和24辆小型公交车。共雇有员工约750人，其中约500人为司机。
奥尔良境内有多个公交车辆停放点。

## 线路
截止2017年9月底，奥尔良城市公共交通系统共包含2条有轨电车线路，29条常规公交线路（包括市区和郊区线路），2条市区小公交，以及十余条特殊线路（区域性定制公交、校车等）。其线路网覆盖了奥尔良都市圈范围内的全部22个市镇，总人口约28万。

### 其它服务
奥尔良城市公共交通系统提供公共自行车（VéloTAO）和汽车租赁（AutoTAO）服务。

## 票价
奥尔良城市公共交通的车票系统包括两大类型：单次车票和公交卡。

### 单次车票
奥尔良城市公共交通的单次车票需要纸质芯片卡，不记名，可在公交车司机处或有轨电车车站的自动售票机处购买，一次作废。单次车票在刷卡后一小时内可无限次换乘。此外，在综合停车场附近亦可购买停车+公交联合车票。
自2017年6月起，奥尔良城市公共交通系统推出二维码车票服务，乘客可预先通过智能机购买车票，获取二维码。在乘坐公交车时，需向司机出示二维码；在乘坐有轨电车时，则需在专用的二维码扫描机上进行扫描。此举方便了偶尔出行的乘客，缩短其购票时间，这也是法国境内第一家使用二维码车票的城市公共交通系统。

### 公交卡
奥尔良的公交卡包含多种类型，包括公共卡（所有人均可办理和使用）、学生卡、老年卡等，办理时需实名登记并出示相关证件。普通的公交卡可在指定的时间段内无限次乘坐奥尔良城市公共交通下属的所有线路，以及往返于奥尔良站和其都市圈境内的另外3个车站（莱欧布赖站、圣梅曼小教堂站、圣西昂瓦勒站）之间的列车。
此外，自2016年起，奥尔良所在的中央-卢瓦尔河谷大区还推出了综合交通卡（法語：JV Malin），该卡可在不同的公共交通工具上同时使用，方便区内的通勤人员。

## 未来发展
奥尔良远期规划开行前往卢瓦尔河畔叙利的市域铁路（Tram-train）。

## 图集

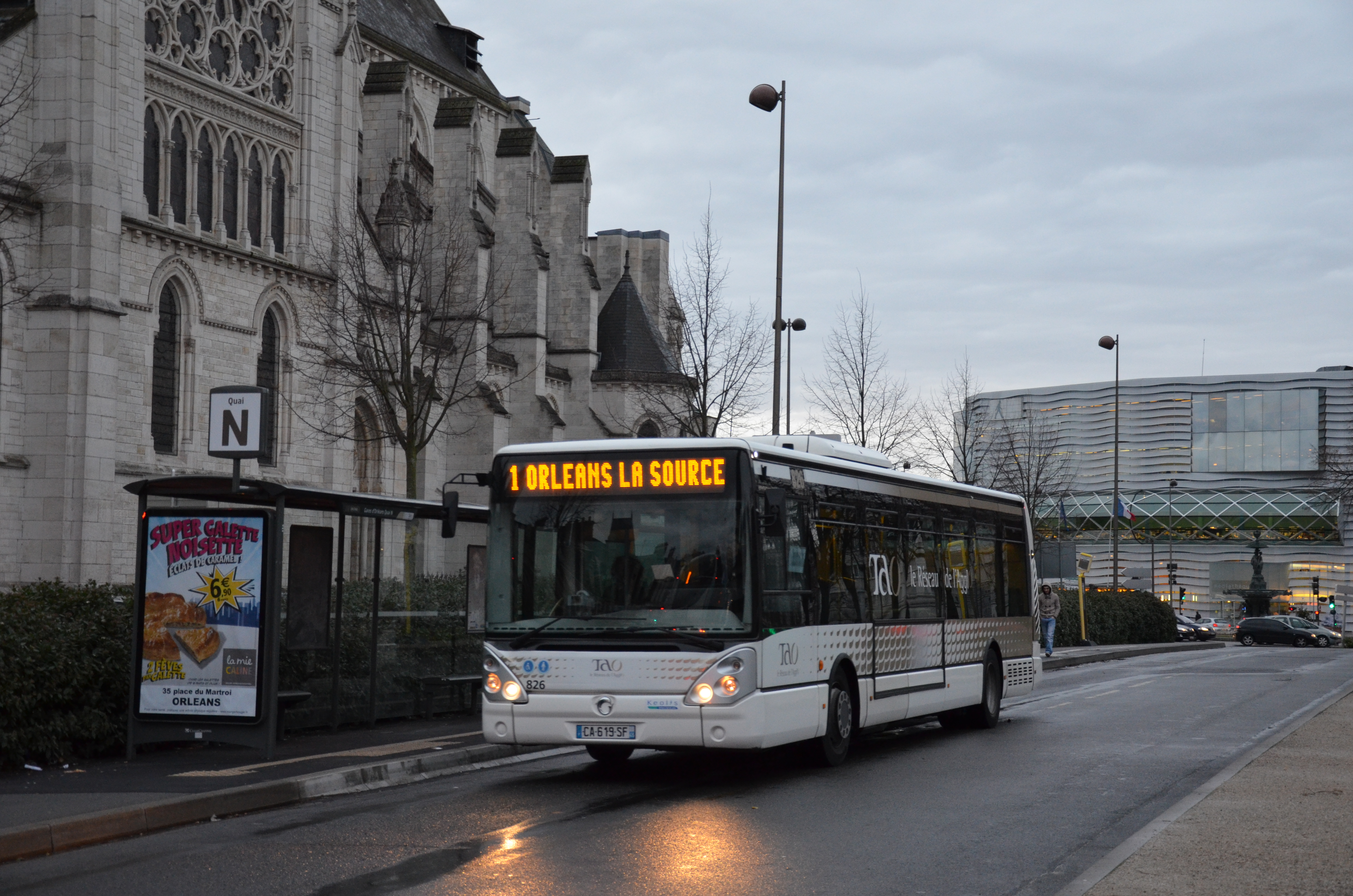
奥尔良公交1路（1）
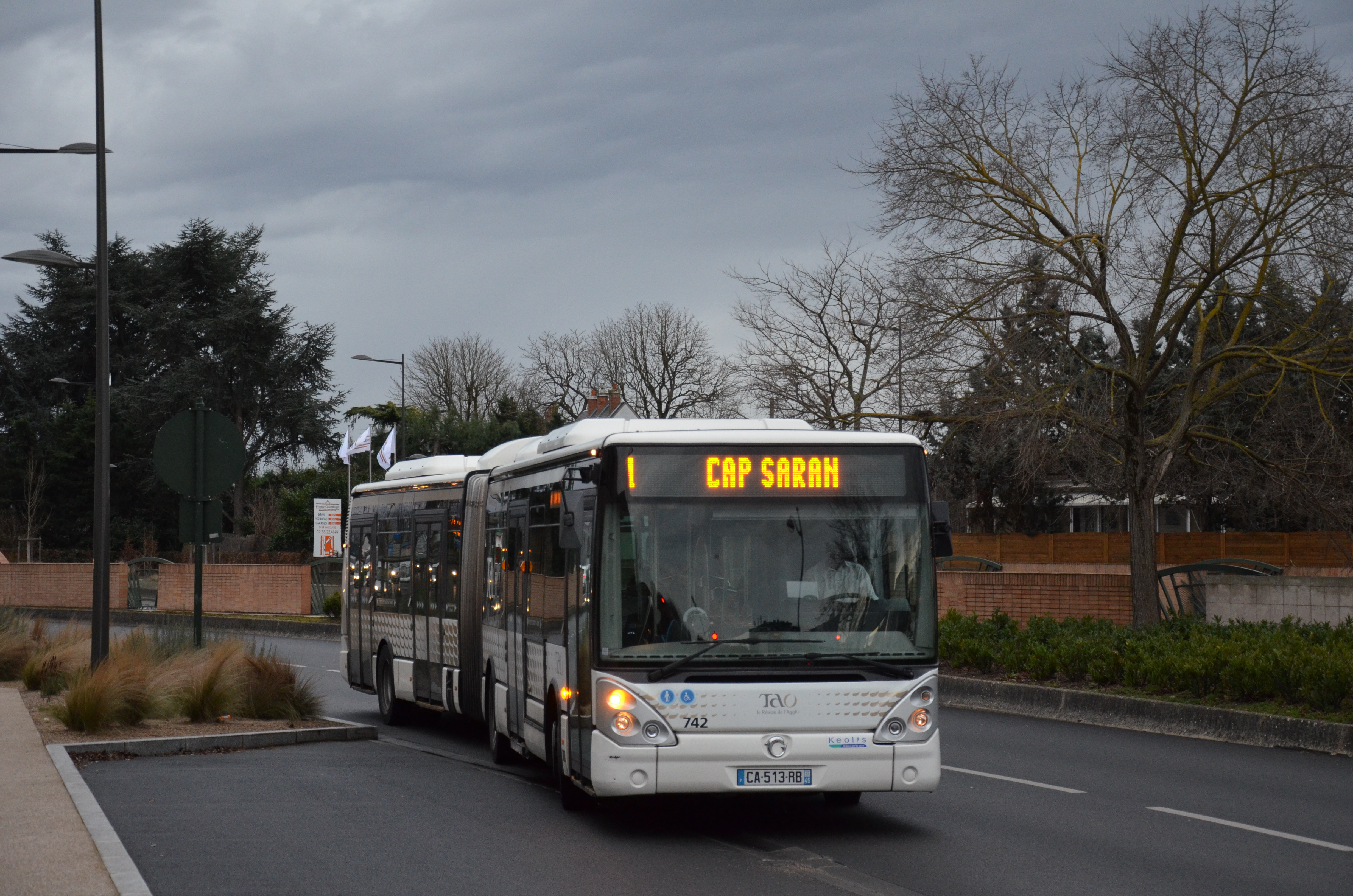
奥尔良公交1路（2）
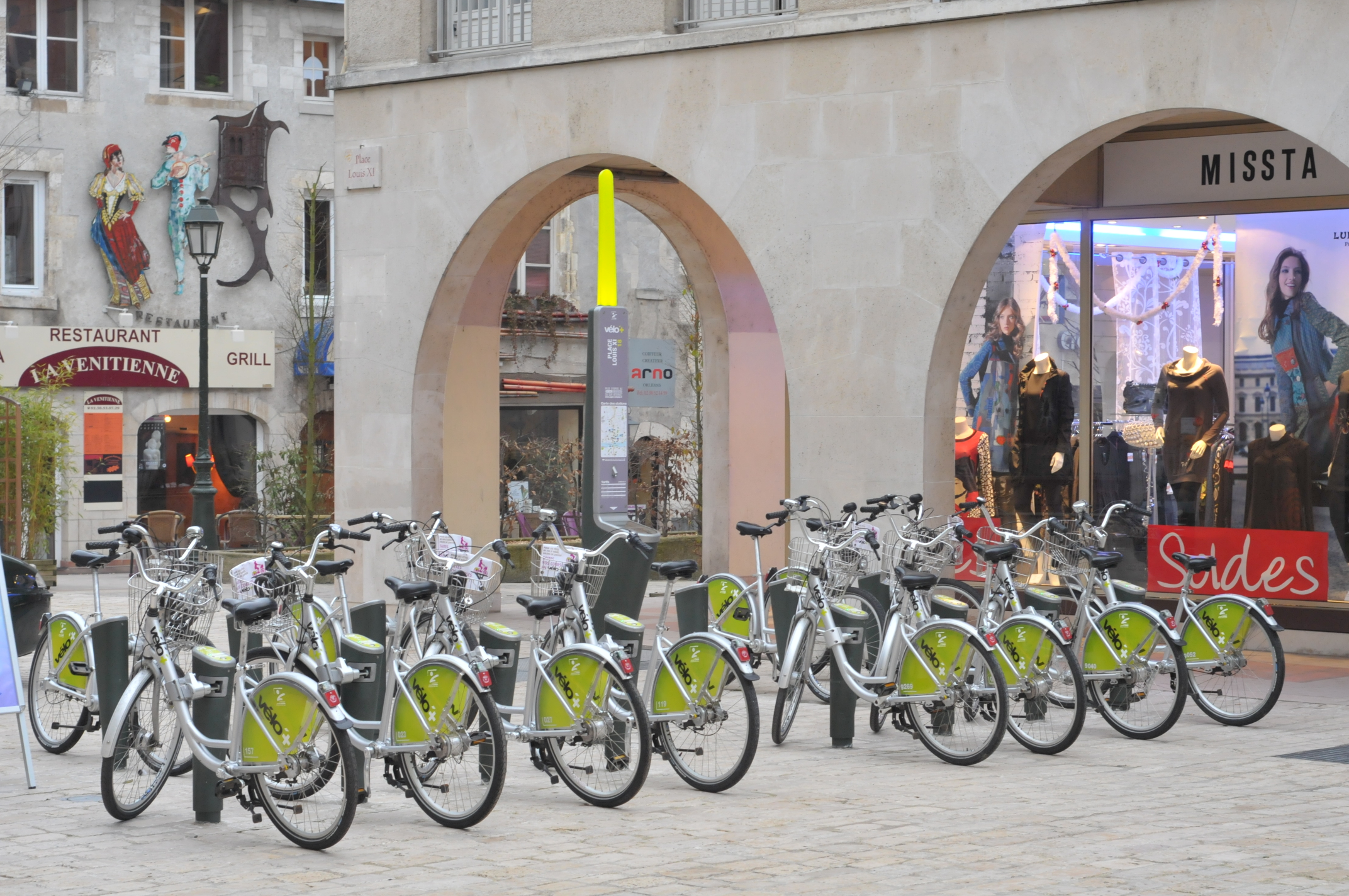
奥尔良公共自行车点
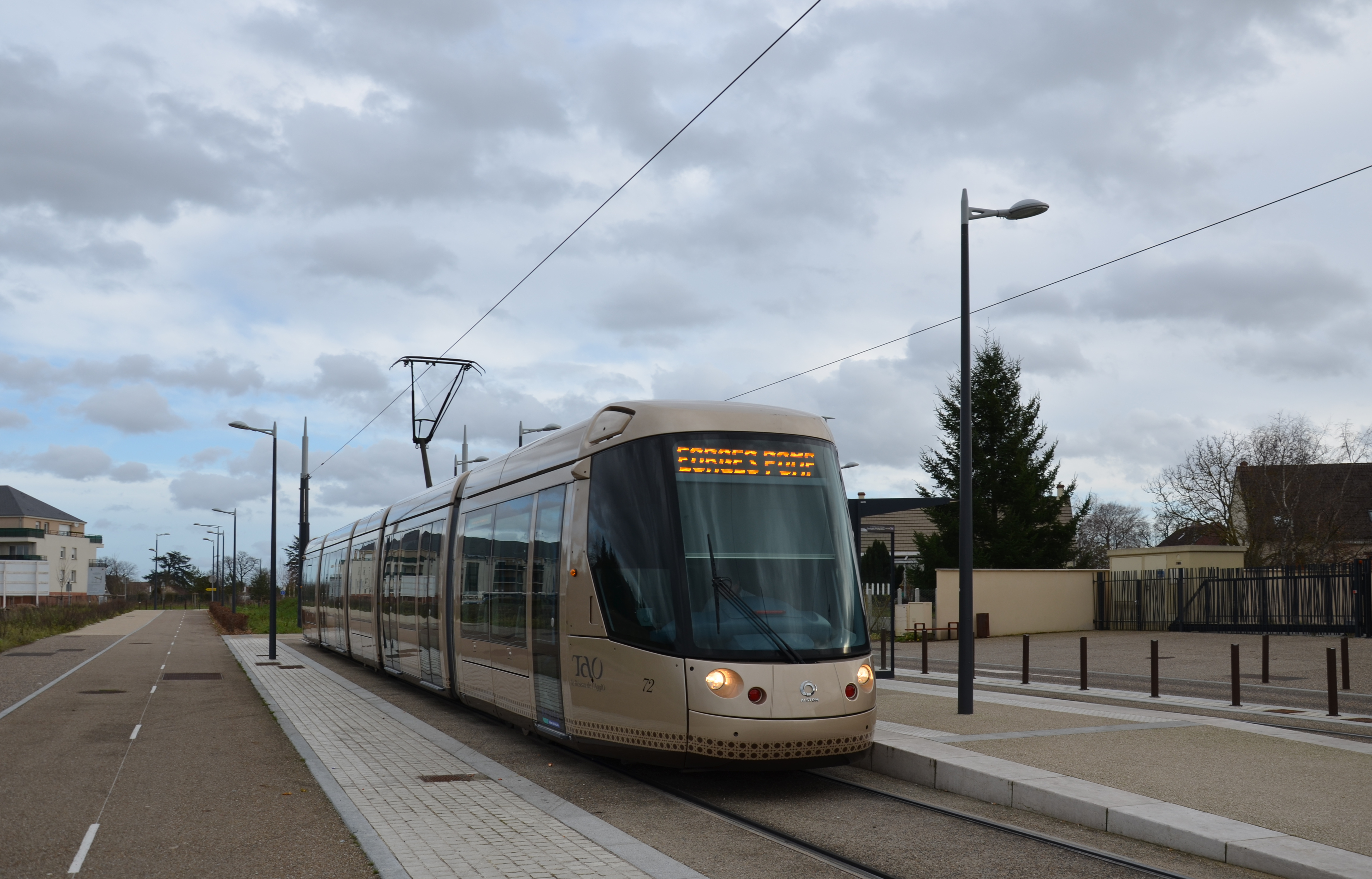
奥尔良有轨电车B线